# Janusz Kamiński (siatkarz)
Janusz Kamiński (ur. 11 maja 1933, zm. 27 kwietnia 2013) – polski siatkarz i działacz sportowy, mistrz Polski (1962, 1964).

## Życiorys
W latach 1957–1966 był zawodnikiem Legii Warszawa, z którą zdobył mistrzostwo Polski w 1962 i 1964, wicemistrzostwo Polski w 1958, 1959, 1963 i 1965, brązowy medal mistrzostw Polski w 1960, 1961 i 1966.
Był także prezesem Spójni Warszawa (ustąpił z funkcji w 2002).